# Anthaxia anatolica ferulae
Anthaxia anatolica ferulae é uma subespécie de insetos coleópteros polífagos pertencente à família Buprestidae.
A autoridade científica da subespécie é Gene, tendo sido descrita no ano de 1839.
Trata-se de uma subespécie presente no território português.